# Nationaal Jeugd Fanfareorkest
Nationaal Jeugd Fanfare Orkest (NJFO) werd opgericht in december 1959 op initiatief van de NFCM (Nederlandse Federatie van Christelijke Muziekbonden in Nederland). In 1983 werd het orkest ondergebracht bij de stichting SAMO-Nederland onder de huidige naam. Het orkest is samengesteld uit ongeveer 50 jonge muzikanten in de leeftijd van 14 tot 27 jaar. Zij komen uit alle provincies van Nederland.

## Geschiedenis
Van 1959 tot 1964 was Peet van Bruggen de dirigent van het orkest. Van 1964 tot 1989 werd het gedirigeerd van Piebe Bakker. Sinds 1989 is de artistieke leiding in handen van Danny Oosterman. Het Nationaal Jeugd Fanfare Orkest werkte ook met gastdirigenten zoals Sef Pijpers sr., Maurice Hamers, Johan de Meij en Luc Vertommen.
Het repertoire is overwegend samengesteld uit originele blaasmuziek van Nederlandse componisten. Vele composities van prominente Nederlandse componisten werden door dit orkest in première gebracht onder andere werken van Henk Badings, Rob Goorhuis, Jef Penders en Ed de Boer. Regelmatig werden onder andere provinciale instructieve concerten gegeven, terwijl verder naast diverse radioconcerten, de verplichte concourswerken worden voorgespeeld.
Het NJFO heeft vele concerten gegeven in binnen- en buitenland, waaronder in Engeland, Duitsland, Oostenrijk, Denemarken, Luxemburg, België, Zweden, Italië, Litouwen, Estland, Canada, Zwitserland, Slovenië, Tsjechië, Hongarije en Verenigde Staten van Amerika tijdens tournees.
Het NJFO gaf een concert in het kader van het Holland Festival. In 1966 werd deelgenomen aan een muziekweek in Engeland waar zij in de concertwedstrijd welke hieraan was verbonden, de tweede plaats bereikte. Na 1973 werd ook in 1976 deelgenomen aan het festival voor Jeugd en Muziek in Wenen en het orkest won "De Grote Prijs van de stad Wenen". In 1974 werd deelgenomen aan het grote jeugdfestival te Kopenhagen. Hier werd het NJFO eerste. Als afsluiting van dit tournee door Denemarken werd het slotconcert verzorgd in het kader van het wereldcongres voor de Conféderation International des Sociétés populaires de musique. In 1978 werd deelgenomen aan een festival te Halmstad, Zweden. In 1980 volgde een concerttournee door België. In de zomer van 1989 vond de succesvolle USA-Tour plaats en in 1992 heeft het orkest de Ontario-tour in Canada gemaakt. In het jaar 1995 werd wederom een succesvolle tournee, ditmaal naar Italië, gemaakt. Daarna gaf het NJFO in 2002 in het kader van de "Mid-Europe Tour" concerten in Slovenië (Novo Mesto), Oostenrijk (Schladming) en Luxemburg (Diffwinds Festival te Differdange). Op het programma stonden onder andere Goodnight Sarajevo van Leon Vliex en de wereldpremière van de compositie Symphonic Poem AFRICA (voor fanfareorkest en djembeh-groep) van Marc van Delft.  2005 was het jaar om kennis te maken met Litouwen. Symfonische blaasmuziek van dit niveau was daar voor het bezoek van het NJFO nog onbekend. In 2009 bestond het NJFO 50 jaar en is het op tournee geweest naar Zwitserland, Italië en Oostenrijk in het kader van de "Golden Anniversary Tour".

## Dirigenten
- 1959-1964 Peet van Bruggen
- 1964-1989 Piebe Bakker
- 1989-0000 Danny Oosterman

## Selectie oud-leden
- Jurjen Hempel
- Tijmen Botma
- Ties Mellema
- Rieks van der Velde
- Sanne Mestrom
- Dick Bolt
- Jan de Haan
- Bram Hofstede
- Pierre Volders

## Concertreizen
| Jaar | Land                                   | Locatie |
| ---- | -------------------------------------- | --- |
| 1966 | Verenigd Koninkrijk                    | Muziekweek in het Verenigd Koninkrijk |
| 1973 | Oostenrijk                             | Festival Jeugd en Muziek te Wenen, Oostenrijk |
| 1974 | Denemarken                             | Festival en galaconcert in het kader van het wereldcongres voor de Conféderation International des Sociétés populaires de musique te Kopenhagen, Denemarken               |
| 1976 | Oostenrijk                             | Festival Jeugd en Muziek te Wenen, Oostenrijk. Hierbij werd de 'Grote Prijs van de stad Wenen' gewonnen.                                                                  |
| 1978 | Zweden                                 | Festival te Halmstad, Zweden |
| 1980 | België                                 | Concertreis door België |
| 1989 | Verenigde Staten                       | Concertreis door de Verenigde Staten |
| 1992 | Canada                                 | Concertreis door Canada |
| 1995 | Italië                                 | Concertreis door Italië |
| 2002 | Oostenrijk Slovenië Luxemburg          | Concertreeks in het kader van het Mid-Europe-Festival voor blaasorkesten in Schladming (Oostenrijk), Novo mesto (Slovenië), Diffwinds Festival te Differdange (Luxemburg) |
| 2005 | Litouwen                               | Concertreis door Litouwen |
| 2006 | België                                 | Concertreis met cd opname in België |
| 2007 | Duitsland                              | Concert te Essen, Duitsland |
| 2007 | Nederland                              | Zomerweek in Zeeland |
| 2009 | Zwitserland Italië                     | Concertreis door Zwitserland (o.a. concerten tijdens het 'Jungfrau Music Festival'), Italië (o.a. concerten tijdens het 'Florence Youth Festival') en Oostenrijk          |
| 2011 | Estland                                | Concertreis door Estland |
| 2014 | Hongarije                              | Concertreis door Hongarije |
| 2016 | Tsjechië                               | Concertreis door Tsjechië, onder andere concert in de Smetana Zaal in Praag                                                                                               |
| 2018 | Oostenrijk                             | Concertreis door Oostenrijk, waaronder concert op de Kaiserliche Hofburg in Innsbruck                                                                                     |
| 2022 | Litouwen                               | Concertreis naar Litouwen, waaronder concerten in kader van de Trakai fanfare week                                                                                        |
| 2024 | Tsjechië Slowakije Hongarije Duitsland | Concertreis door Centraal-Europa, met concerten in Praag, Bratislava, Boedapest, Siófok en Augsburg.                                                                      |